# Johanniterkirche (Feldkirch)

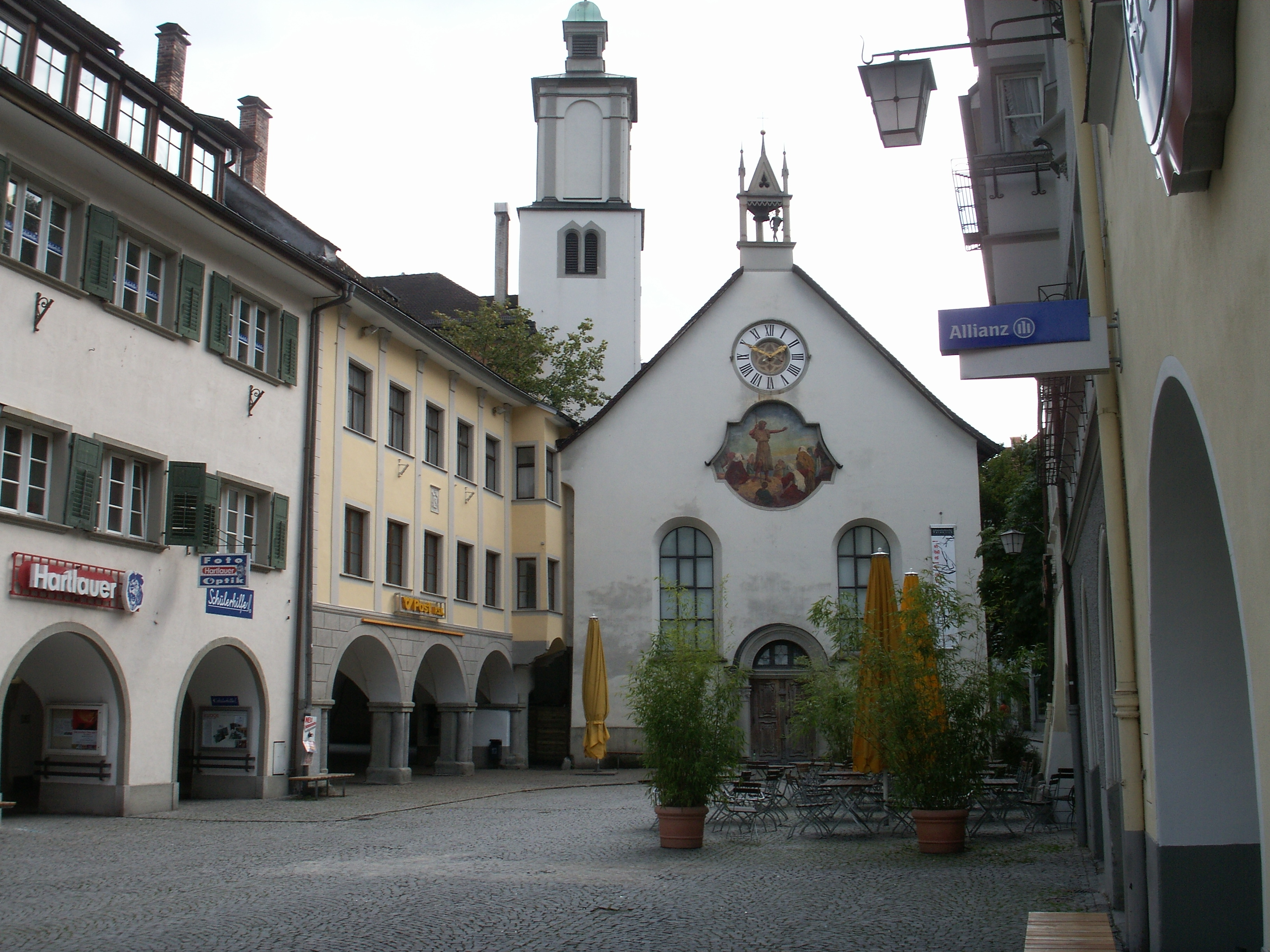
Johanniterkirche, Langhausgiebelfront zur Marktgasse

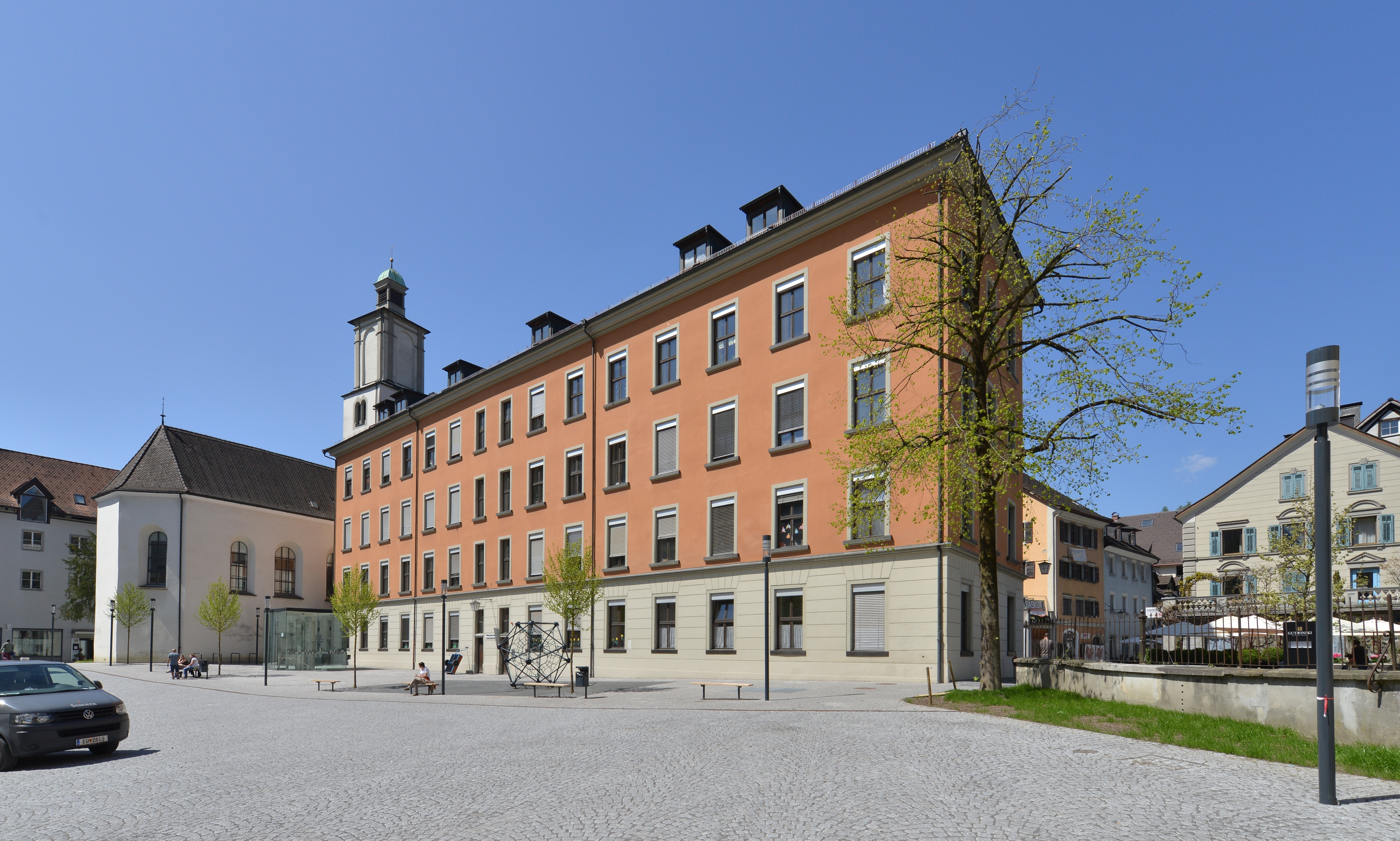
Johanniterkirche, Chor links am ehemaligen Gymnasium, heute Allgemeine Sonderschule

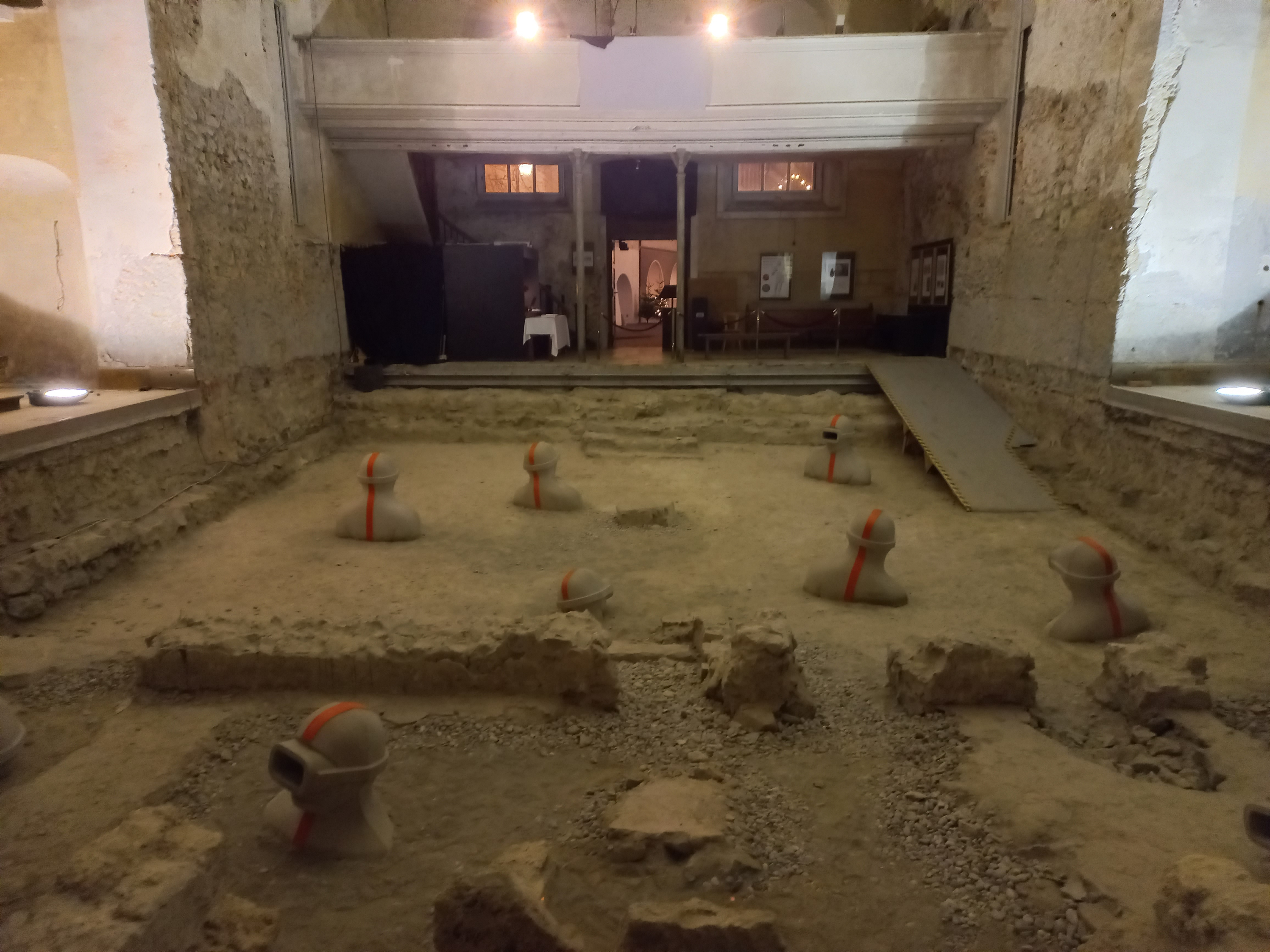
Blick vom Chor in das Langhaus

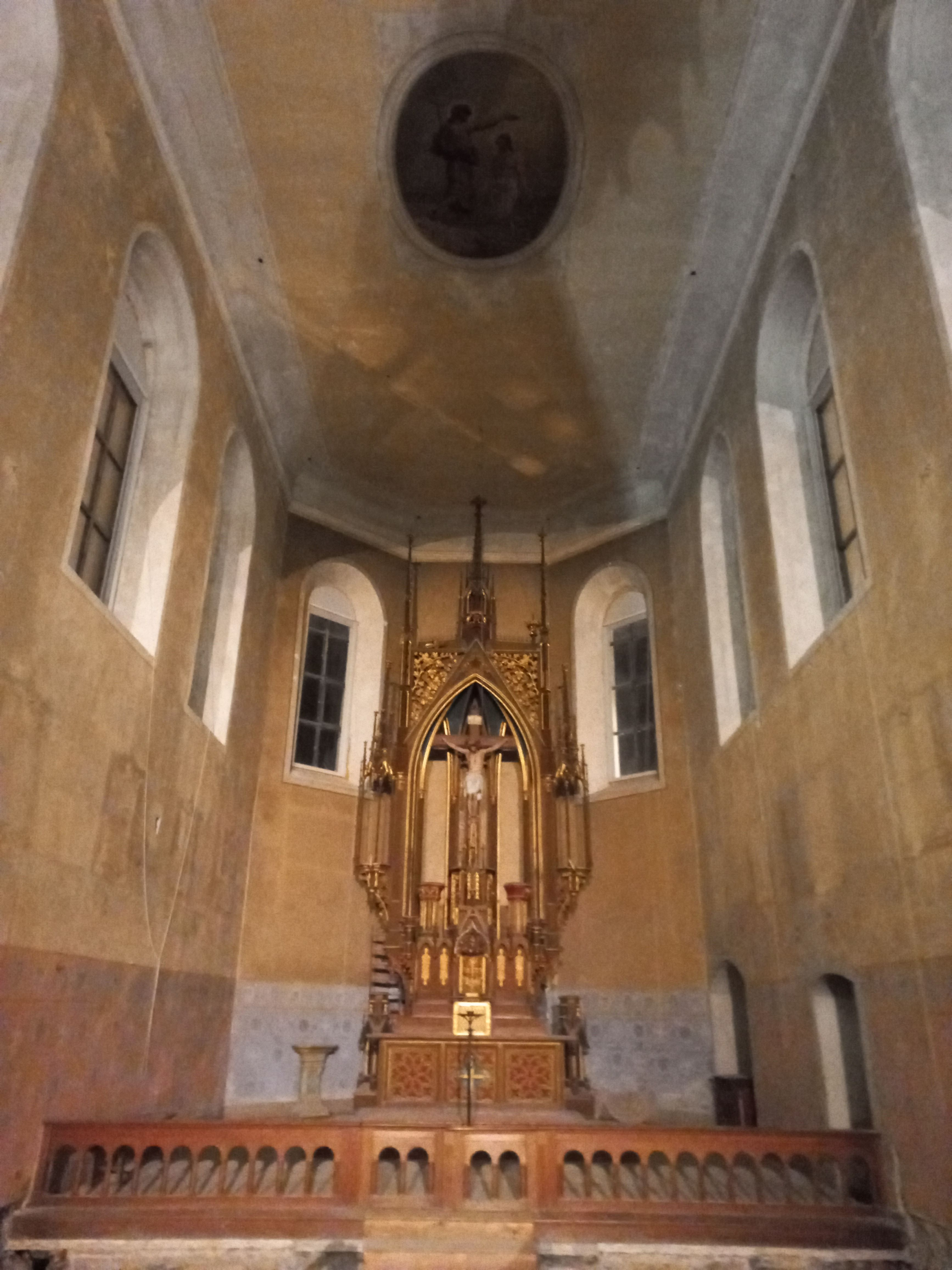
Blick in den Chorschluss mit dem Hochaltar

Die Johanniterkirche steht an der Südostseite der Marktgasse in der Stadtgemeinde Feldkirch in Vorarlberg. Die dem Patrozinium hl. Johannes der Täufer unterstellte ehemalige Kommende-Kirche des Johanniterordens wird als Ausstellungszentrum der Stadtgemeinde für Zeitgenössische Kunst genutzt. Die Kirche steht unter Denkmalschutz (Listeneintrag).

## Geschichte
Im Jahre 1218 forderte Papst Honorius III. vom Graf Hugo von Montfort eine Mitbeteiligung am Kreuzzug. Der Graf übergab dem Johanniterorden ein Hospiz in der Marktgasse 1. Es wurde in romanischen Stil eine Kirche gebaut, die im Laufe der Zeit erweitert wurde. Seit 1510 befindet sich im Turm eine Ritterfigur, die „Bläsi“ genannt wird und mit Hammerschlägen auf eine Glocke die Zeit angibt.
Nachdem die Johanniter das Hospiz aufgegeben hatten und dieses an das Kloster Weingarten verkauft wurde, verblieb vom Hospiz die Kirche. 1660 erfolgten Umbauten unter dem Prior Gabriel Bucelin. 1695 wurde die Kirche dann an das Kloster Ottobeuren übergeben. Diese wurde im März 1799 – siehe auch das Kriegerdenkmal Veitskapf – in den Napoleonischen Kriegen zerstört. Im Zuge der Säkularisation 1802/1803 wurde aus der Kirche in der Zeit von 1806 bis 1809 ein Pferdestall oder ein Salzlager. 1809 bis 1969 diente die Kirche dem Gymnasium für religiöse Zwecke. In der Mitte des 19. Jahrhunderts übernahmen die Jesuiten das Gotteshaus, wobei aus dieser Zeit die drei Altäre stammen, die heute noch erhalten sind.  Der Turm wurde 1879/1884 bei Renovierungsarbeiten in die heutige Form gebracht.
Beim katastrophalen Hochwasser von Juni 1910 stand das Wasser bis zu 1,70 m hoch in der Kirche.
1927 schuf Florus Scheel an der Giebelfassade ein Fresko, das den hl. Johannes den Täufer darstellt.
Der Boden der Kirche wurde in der Zeit vom November 1983 bis November 1986 für archäologische Untersuchungen geöffnet und nicht mehr geschlossen. Dies gibt der Johanniterkirche und dem heutigen Kunstraum einen besonderen Charme. Anlass für diese Grabungen waren damals Pläne der Diözese Feldkirch, in der damals ungenutzten Kirche ein Diözesanmuseum einzurichten (wurde nicht umgesetzt). Es wurden bei den Grabungen sechs Bodenniveaus (Ebenen) gefunden und 25 Grabstätten. 1995 wurde die Kirche erstmals als Kunstraum genutzt.
Die Nutzung als Ausstellungszentrum für Zeitgenössische Kunst hat das Ziel, jährlich vier Ausstellungen – zwei mit einheimischen Künstlern, zwei mit internationalen Künstlern – auszurichten. Zur Kuratorin wurde Eva Jakob bestellt.

### Orgel
In der Kirche befand sich eine nahezu original erhaltene, jedoch seit dem Beginn der Ausgrabungen des Bundesdenkmalamtes 1982 nicht mehr genutzte, fortan dem Staub und ungünstigen klimatischen Bedingungen ausgesetzte, zweimanualige Link-Orgel von 1868 mit rein mechanischer Spielanlage und 15 Registern. Ihre Prospektpfeifen fielen 1917 der Rüstungsindustrie zum Opfer. Fa. Mayer stellte 1918 ersatzweise Zinkpfeifen in den Prospekt. Die Orgel funktionierte über 100 Jahre lang zuverlässig, benötigte jedoch nun eine Instandsetzung, welche aufgrund der Nichtnutzbarkeit der Kirche ausblieb. Als ein Ersatz für die alte Orgel der Neuen Pfarrkirche Tisis benötigt wurde, baute man die Orgel der Johanniterkirche im Mai 2017 ab. Nach einer umfangreichen Restaurierung durch den aus Vorarlberg stammenden Orgelbauer Walter Vonbank erklingt sie seit Pfingsten 2018 in der Tisner Kirche.

## Architektur
Die Kirche steht mit der Giebelfront zur Marktgasse, das Langhaus und der eingezogene Chor mit einem Dreiseitschluss sind nach Südosten orientiert und stehen entlang der Johannitergasse, der angestellte Turm im östlichen Chorwinkel ist baulich mit dem 1860 erbauten ehemaligen Gymnasium verbunden.
Nach bisherigen Erkenntnissen gab es vier verschiedene Bauphasen bei dieser Kirche. Bauphase I ist eine romanische Kirche (Ebene 6 und 5), von der nur wenige gesicherte Funde vorhanden sind. Bauphase II umfasst eine spätromanische Kirche mit Vorhalle (Ebene 4). In Bauphase III wurde der polygonale Chor mit Dreiachtelschluss angebaut. In Bauphase IV erfolgte der Zubau eines Turms. Das Grabmal des Kirchenstifters Hugo I. konnte bislang nicht verortet werden.
Das heutige Gebäude wurde im Kern im 15. bis 16. Jahrhundert errichtet und hat zur Marktgasse die Giebelseite eines Satteldaches, bei der Johannitergasse stadtauswärts ein Krüppelwalmdach. Innen zeigt die Decke ein freskiertes Rundmedaillon Sigillum refugii mit Schwurhanddarstellung und der Jahresangabe 1405.